# Aeroportul Itanagar
Aeroportul Itanagar (IATA: HGI, ICAO: VEHO) este un aeroport din India ce deservește zona Itanagar. Aeroportul a fost tranzitat în decembrie 2022 de 7.083 de pasageri. A fost deschis în 19 noiembrie 2022.
Situat la o altitudine de 100 m, aeroportul dispune de o singură pistă.